# مركز الدراسات الإستراتيجية في الشرق الأوسط
مركز الدراسات الإستراتيجية في الشرق الأوسط (بالتركية: Ortadoğu Stratejik Araştırmalar Merkezi)‏، المعروف أيضا باسم ORSAM، هي منظمة غير ربحية وغير حزبية فكرية في أنقرة في تركيا وقد تأسس في 1 يناير 2009. يسعى المركز «لتوفير المعلومات ذات الصلة لعامة الناس ومجتمع السياسة الخارجية».

## التاريخ
تأسس مركز الدراسات الإستراتيجية في الشرق الأوسط تحت مظلة مؤسسة توركمينلي للتعاون الثقافي في 1 يناير 2009. الراعي الرئيسي للمركز هي وزارة الخارجية التركية. تعمل كل من مؤسسة توركمينلي للتعاون الثقافي ووزارة الخارجية التركية بشكل وثيق مع المركز.
كان أول رئيس للمركز هو حسن قانبولات. في فبراير 2014 ترك قانبولات منصبه مع بيان مثير للجدل حيث ادعى إجباره على الاستقالة منذ أن غيرت وزارة الخارجية التركية، الراعي الرئيسي للمركز، سياستها تجاه الشرق الأوسط.
تم تعيين شابان كارداش، أكاديمي من جامعة TOBB للاقتصاد والتكنولوجيا، رئيسًا ثانيًا للمركز في فبراير 2014.

## الأنشطة
ينشر المركز بشكل أساسي تقارير حول الشرق الأوسط بهدف المساهمة في «فهم وتحليل أكثر صحة للسياسة الدولية وقضايا الشرق الأوسط». على سبيل المثال، أعد المركز، بالتعاون مع مؤسسة الدراسات الاقتصادية والاجتماعية التركية، تقريرًا مفصلًا عن آثار اللاجئين السوريين على تركيا في يناير 2015.
بالإضافة إلى هذه التقارير، تشمل منشورات المركز الكتب والنشرات الإخبارية وموجز السياسات ومحاضر المؤتمرات ومجلتين هما: أورتادو أناليز (بالتركية: Ortadoğu Analiz) والتي تعني تحليل الشرق الأوسط، ومجلة أورتادو إيتوتليري (بالتركية: Ortadoğu Etütleri) والتي تعني دراسات الشرق الأوسط وهي مجلة أكاديمية كل شهرين. مجلة تحليل الشرق الأوسط تصدر كل شهرين. وبينما تنشر أورتاداو إيتوتليري مقالات باللغتين التركية والإنجليزية، فإن لغة أورتادو أناليز هي التركية.

## روابط خارجية
- موقع اللغة الإنجليزية